# Curaçaos flagga
Curaçaos flagga är blå med en smal, horisontell gul rand i den nedre delen, samt två vita stjärnor i den övre delen som symboliserar Curaçao med Klein Curaçao. Stjärnornas fem uddar är kontinenterna befolkningen kommer ifrån. Flaggan antogs den 2 juli 1984 och har proportionerna 2:3.